# 박성수 (바둑 기사)
박성수(朴成洙, 1961년 3월 4일 ~ )는 대한민국의 바둑 기사이다.

## 약력
권갑용 문하에서 바둑을 배웠으며 36세의 늦은 나이로 1997년에 입단했다. 1998년 제29기 명인전 본선에 진출했다. 2000년 2단을 거쳐 2003년 4월에 3단으로 승단했다. 2007년 7월에 제12기 삼성화재배 예선에 진출하였고 같은해 9월, 4단으로 승단했다. 2016년 4월에 5단으로 승단했다.